# Uroptychodes
Uroptychodes is een geslacht van kreeftachtigen uit de klasse van de Malacostraca (hogere kreeftachtigen).

## Soorten
- Uroptychodes albatrossae (Baba, 1988)
- Uroptychodes babai Dong & Li, 2010
- Uroptychodes barunae Baba, 2004
- Uroptychodes benedicti (Baba, 1977)
- Uroptychodes epigaster Baba, 2004
- Uroptychodes grandirostris (Yokoya, 1933)
- Uroptychodes mortenseni (Van Dam, 1939)
- Uroptychodes musorstomi Baba, 2004
- Uroptychodes nowra (Ahyong & Poore, 2004)
- Uroptychodes okutanii (Baba, 1981)
- Uroptychodes spinimarginatus (Henderson, 1885)
- Uroptychodes spinulifer (Van Dam, 1940)